# Sicyonia ingentis
Sicyonia ingentis är en kräftdjursart som först beskrevs av Martin D. Burkenroad 1938.  Sicyonia ingentis ingår i släktet Sicyonia och familjen Sicyoniidae. Inga underarter finns listade i Catalogue of Life.